# Songs from the Mirror
Songs form the Mirror è il terzo album del cantante Fish, pubblicato nel 1993 dalla Polydor Records.

È un album costituito interamente da cover ed è l'ultimo pubblicato per una major.

## Tracce
1. Question – 6:38
2. Boston Tea Party – 4:25
3. Fearless – 6:15
4. Apeman – 5:54
5. Hold Your Head Up – 3:43
6. Solo – 4:09
7. I Know What I Like – 4:17
8. Jeepster – 4:30
9. Five Years – 5:19

## Musicisti

### Artista
- Fish - voce

### Altri musicisti
- Frank Usher - chitarra
- Robin Boult - chitarra, cori
- David Paton - basso, cori
- Kevin Wilkinson - batteria, percussioni
- Foster Patterson - tastiere, cori
- Danny Campbell - cori (tracce 2, 3, 4, 5, 6, 7, 9)
- Lorna Bannon - cori (tracce 3, 5, 6, 7, 9)
- Jackie Bird - cori (tracce 3, 6, 9)
- The "Harmony" Choir - cori
- Ben Molleson - fiddle, whistle (tracce 6 e 8)